# Бутирки (Орічівський район)
Бути́рки (рос. Бутырки) — присілок у складі Орічівського району Кіровської області, Росія. Входить до складу Кучелапівського сільського поселення.
Населення становить 10 осіб (2010, 12 у 2002).
Національний склад станом на 2002 рік — росіяни 100 %.